# Camponotus yala
Camponotus yala é uma espécie de inseto do gênero Camponotus, pertencente à família Formicidae.